# Ерміт білогорлий
Ермі́т білогорлий (Phaethornis koepckeae) — вид серпокрильцеподібних птахів родини колібрієвих (Trochilidae). Ендемік Перу. Вид названий на честь німецької орнітологині Марії Кьопке.

## Опис
Довжина птаха становить 14-15 см, самці важать 4,7-5,8 г, самиці 4,5-4,9 г. Тім'я чорнувате з зеленуватим відблиском, потилиця бронзово-зелена, блискуча, спина бронзова, блискуча, надхвістя руде. Хвіст темно-зелений, блискучий, центральні стернові пера довжо видовжені, кінчики у них білі, решта стернових пер мають охристо-руді кінчики. Через очі ідуть широкі чорні смуги, окаймлені білими "бровами" і "вусами". Підборіддя і горло білі, центральна частина грудей блідо-рудувато-охриста, груди з боків більш сірі, живіт і боки рудувато-охристі. Дзьоб довжиною 35 мм, майже повністю прямий, чорний, знизу біля основи червоний, Очі темно-карі, лапи тілесного кольору.

## Поширення і екологія
Білогорлі ерміти мешкають у відрогах на східних схилах Перуанських Анд, в регіонах Амазонас, Уануко, Мадре-де-Дьйос і Сан-Мартін. Вони живуть в підліску вологих рівнинних і гірських тропічних лісів, на висоті від 450 до 1300 м над рівнем моря. Уникають вторинних заростей. Живляться нектаром квітів, а також дрібними комахами і павуками.

## Збереження
МСОП класифікує стан збереження цього виду як близький до загрозливого. Білогорлим ермітам загрожує знищення природного середовища.